# A Small Town Idol
A Small Town Idol (bra O Azar de Casimiro) é um filme norte-americano de 1921, do gênero comédia muda, dirigido por Erle C. Kenton e Mack Sennett.
Cópias do filme existem nos arquivos como Gosfilmofond.

## Trama
Sam (Turpin) deixa a cidade depois de ser falsamente acusado de um crime e se torna um astro de cinema em Hollywood trabalhando com a atriz Marcelle Mansfield (Prevost). Ele retorna à sua cidade natal saudado como herói, onde um de seus filmes é exibido no teatro. Seu rival Jones (Finlayson), que deseja a namorada de Sam, Mary (Haver), culpa Sam pelo assassinato do pai de Mary. Assim que as pessoas da cidade estão prestes a linchar Sam, Mary chega para provar a inocência de Sam e os dois se reconciliam.

## Elenco
- Ben Turpin - Sam Smith

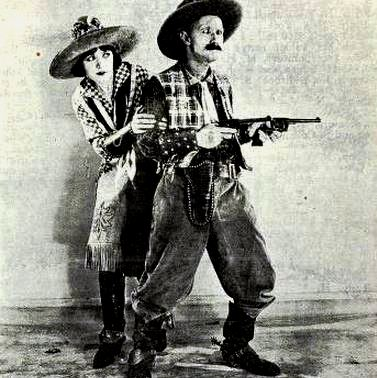
Prevost e Turpin

- James Finlayson - J. Wellington Jones
- Phyllis Haver - Mary Brown
- Bert Roach - Martin Brown
- Al Cooke - Joe Barnum
- Charles Murray - Xerife Sparks
- Marie Prevost - Marcelle Mansfield
- Dot Farley - sr. Smith
- Eddie Gribbon - chefe do bando
- Kalla Pasha - rival do chefe
- Billy Bevan - diretor
- George O'Hara - cinegrafista
- John J. Richardson
- Louise Fazenda
- Lige Conley